# Perito Moreno

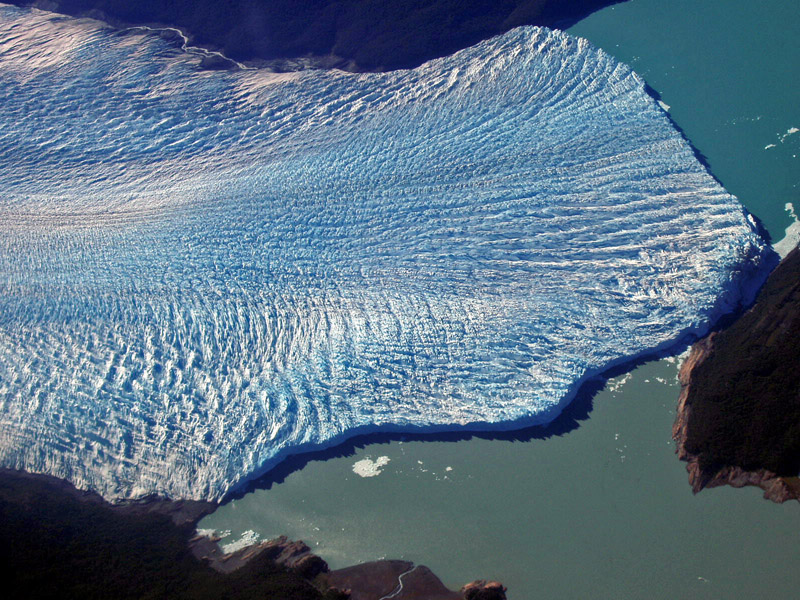
Ledovec Perito Moreno

Perito Moreno je ledovec ležící v národním parku Los Glaciares ležícím na území Patagonie v Argentině. Je vzdálen 78 kilometrů od města El Calafate a pojmenován byl podle objevitele Francisca Morena. Je součástí Jihopatagonského ledovcového pole, jde o jeden ze tří patagonských ledovců, který se stále zvětšuje. V místě konce ledovce jeho šířka dosahuje 5 km a průměrná výška je 74 m nad hladinou jezera Argentino. Celková hloubka ledu je 170 metrů.